# Мезиновский (сельское поселение)
Муниципальное образование «Посёлок Мезиновский» — сельское поселение в составе Гусь-Хрустального района Владимирской области. 
Административный центр — посёлок Мезиновский.

## История
Муниципальное образование «Посёлок Мезиновский» образовано 25 мая 2005 года в соответствии с Закон Владимирской области № 69-ОЗ. В его состав вошли территория посёлка Мезиновский и бывшего Нечаевского сельсовета.

## Население
| 2010  | 2011  | 2012  | 2013  | 2014  | 2015  | 2016  | 2017  | 2018  |
| ----- | ----- | ----- | ----- | ----- | ----- | ----- | ----- | ----- |
| 3053  | ↘3038 | ↘2996 | ↘2895 | ↘2833 | ↘2804 | ↘2765 | ↘2699 | ↘2609 |
| 2019  | 2020  | 2021  |       |       |       |       |       |       |
| ↘2532 | ↘2464 | ↗2669 |       |       |       |       |       |       |

## Состав сельского поселения
| № | Населённый пункт | Тип населённого пункта          | Население |
| - | ---------------- | ------------------------------- | --------- |
| 1 | Будевичи         | деревня                         | ↘9        |
| 2 | Головари         | деревня                         | →17       |
| 3 | Зелёный Дол      | посёлок                         | →40       |
| 4 | Красный Якорь    | деревня                         | ↗45       |
| 5 | Кузьмино         | деревня                         | ↘33       |
| 6 | Мезиновский      | посёлок, административный центр | ↘1879     |
| 7 | Мильцево         | деревня                         | ↘20       |
| 8 | Нечаевская       | деревня                         | ↘626      |